# Giovanni Gibboni
Giovanni Gibboni (ur. ?, zm. 4 grudnia 1669) – włoski właściciel największych w połowie XVII w. zakładów metalowych w Rzeczypospolitej, tzw. manufaktury bobrsko-samsonowskiej w dobrach kieleckich biskupów krakowskich.
Po śmierci Caccich został jednym z trzech administratorów zakładów w Bobrzy (razem z Giacomem Gianottim i Bernardem Servallim), od 1645 roku był jedynym ich właścicielem. Do zespołu bobrskiego dołączyły zakłady w Suchedniowie i w Samsonowie, nabyte w 1636 roku od Aleksandra Szembeka, gdzie w 1641 roku zbudował drugi wielki piec. Po zniszczeniu wielkiego pieca w Bobrzy w końcu lat pięćdziesiątych XVII w. Gibboni zbudował nowy w Hamrze nad Bobrzą. Zespół bobrsko-samsonowski poza dwoma wielkimi piecami obejmował liczne kuźnice, fryszerki, slofarnię, odlewnie dział, itp., a także trzy kopalnie podziemne rudy żelaza. Dodatkowo Gibboni miał prawo do wyrębu drewna w lasach biskupstwa oraz dzierżawił kilka wsi, z których rekrutował przymusową siłę roboczą. W połowie XVII w. posiadał hutę szklaną w rejonie Kielc. Zajmował się również eksploatacją i przetwórstwem rud metali nieżelaznych: w starostwie chęcińskim był gwarkiem kopalń rud ołowiu, okresowo olbornikiem chęcińskim i podstarościm, posiadał też wieś Skiby ze złożami rud ołowiu. W podkieleckich dobrach biskupstwa krakowskiego (Samsonów, Białogon, Niewachlów, Kostomłoty) posiadał okresowo huty miedzi i ołowiu. Po utworzeniu przez biskupów krakowskich komory ołowiu (obowiązek sprzedaży ołowiu komorze po cenach niższych od rynkowych – forma dodatkowego podatku od gwarków, rzadko stosowana w Polsce w stosunku do górnictwa metali nieżelaznych) był jej dzierżawcą, skupując cały ołów kielecki. Zakłady Gibboniego produkowały amunicję, lufy dział i ręcznej broni palnej, broń białą, kotły, garnki, narzędzia, a także stal w laskach. Głównym odbiorcą była artyleria koronna (zapotrzebowanie z jej strony wzrosło szczególnie w okresie wojen połowy XVII w.), część wyrobów eksportowano za granicę. Ciesząc się specjalną protekcją królów polskich, uzyskał przywileje m.in. na wolny, bezcłowy handel metalami. W 1654 został nobilitowany. Po śmierci Gibboniego przedsiębiorstwo objął jego syn Jakub.